# Leighton Bromswold
Leighton Bromswold är en ort och civil parish, benämnd Leighton, i Storbritannien.   Den ligger i distriktet Huntingdonshire i grevskapet Cambridgeshire i riksdelen England, i den sydöstra delen av landet, 100 km norr om huvudstaden London. Leighton Bromswold ligger 62 meter över havet och antalet invånare är 224.
Terrängen runt Leighton Bromswold är platt. Runt Leighton Bromswold är det ganska tätbefolkat, med 179 invånare per kvadratkilometer. Närmaste större samhälle är Rushden, 18,1 km sydväst om Leighton Bromswold. Trakten runt Leighton Bromswold består till största delen av jordbruksmark.